# Remington 700
La Remington model 700 est une carabine à verrou fabriquée par la firme Remington depuis 1962, basée sur le modèle 721-722 lui-même inspiré des systèmes Mauser 98, Winchester modèle 70, Remington model 30. Une version militaire en a été conçue, connue sous le nom de M24 ou M40A3 des US Army et US Marine Corps.

## Présentation
La Remington 700 communément appelée R700 est très ressemblante aux versions des forces armées des États-Unis  mais elle a une force de frappe beaucoup plus forte dans ses modèles en gros calibres.
Cette carabine a été déclinée en plusieurs versions et dans de nombreux calibres les plus fréquents: le 7.08 Rem, .22-250 Rem, .243_Winchester, .308 Win, .338 Lapua Magnum. 
Plusieurs types de crosses équipent les modèles civils: les crosses bois, synthétique de couleur verte, marron, noire. La liste des accessoires disponibles pour la personnaliser est très fournie.
L'arme utilisée par le tireur dans le film Phone Game est une R700 à crosse AICS en calibre .308, et l'arme est très présente au cinéma.

## Utilisateurs
- Afrique du Sud
- Albanie
- Algérie - Police:(BRI)"Brigade de Recherche et d'Intervention" - Armée:(GIS) "Groupe d'Intervention Spécial".
- Allemagne
- Arabie saoudite
- Argentine
- Australie
- Belgique - Gespecialiseerde Verkenningsploegen (GVP) / Équipes Spécialisées de Reconnaissance (ESR), Speciaal Interventie-Eskadron (SIE) / Escadron Spécial d'Intervention (ESI) / Services d'interventions des polices locales
- Brésil
- Canada
- Chili
- Colombie
- Corée du Sud
- Danemark
- Égypte
- Émirats arabes unis - UAE Special Forces, Abu Dhabi Police SWAT, Dubai Police SWAT, UAE VIP Protection Team.
- Espagne
- États-Unis
- Finlande - sous le nom de 9.00 KP 200

. - Jamaica Constabular Force (JCF).
- Japon
- Maroc (par l'armée, la police et les forces spéciales)
- Mexique
- Royaume-Uni -Special Air Service, Forces spéciales britanniques
- Tunisie -Unité Spéciale de la Garde Nationale (USGN), 700 .308 Win.

## Versions pour la chasse
Remington propose sa carabine dans les versions suivantes pour satisfaire la plupart des chasseurs US : 
- - Alaskan Ti
  - BDL
  - CDL
  - CDL SF
  - CDL "Boone &  Crockett" Series Premier Dealer Exclusive
  - LV SF

- - Mountain LSS

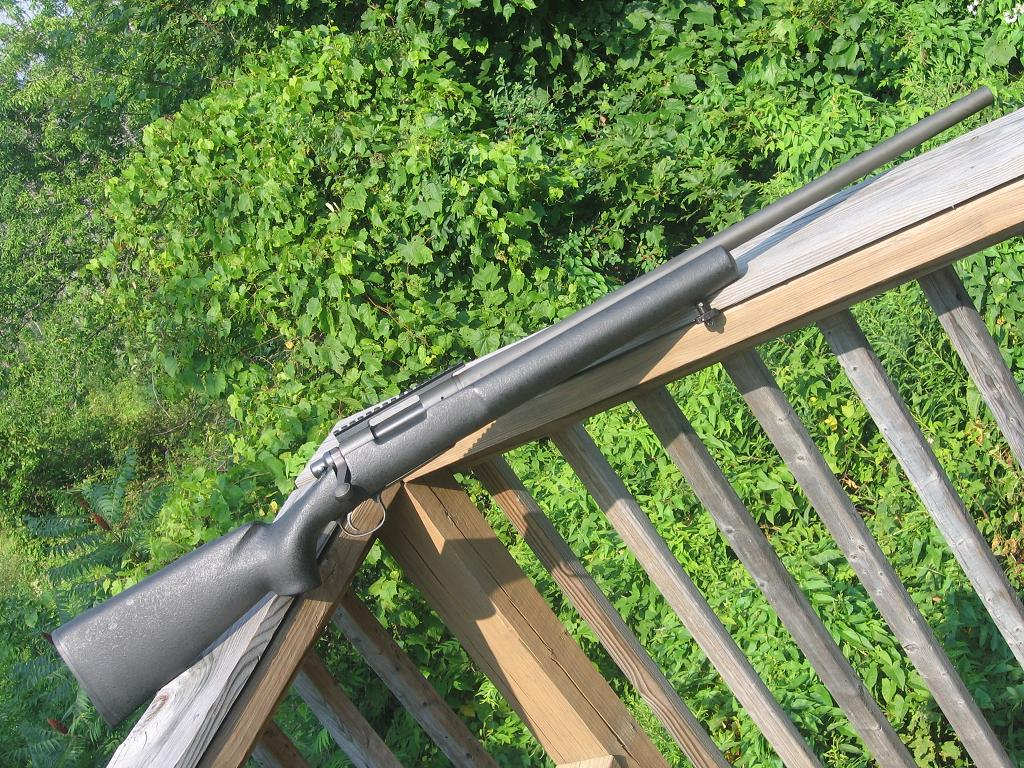
.223 Remington 700PSS

  - LSS .257 Weatherby Mag Limited Edition Premier Dealer Exclusive
  - SPS
  - SPS Buckmasters Edition
  - SPS DM
  - SPS Stainless
  - SPS Tactical Premier Dealer Exclusive
  - SPS Varmint
  - VLS
  - Sendero SF II
  - VSF
  - VS SF II
  - VL SS Thumbhole
  - XCR
  - XCR RMEF Edition

SPS signifie que la crosse est en polymère. SS indique l'emploi d'inox pour la culasse et le canon.
En France, les variantes disponibles sont :

## Calibres et canons des Remington 700
| Cartouche          | Remington 700 Models (longueur du canon en cm) | Remington 700 Models (longueur du canon en cm) | Remington 700 Models (longueur du canon en cm) | Remington 700 Models (longueur du canon en cm) | Remington 700 Models (longueur du canon en cm) | Remington 700 Models (longueur du canon en cm) | Remington 700 Models (longueur du canon en cm) | Remington 700 Models (longueur du canon en cm) | Remington 700 Models (longueur du canon en cm) | Remington 700 Models (longueur du canon en cm) | Remington 700 Models (longueur du canon en cm) | Remington 700 Models (longueur du canon en cm) |
| ------------------ | ---------------------------------------------- | ---------------------------------------------- | ---------------------------------------------- | ---------------------------------------------- | ---------------------------------------------- | ---------------------------------------------- | ---------------------------------------------- | ---------------------------------------------- | ---------------------------------------------- | ---------------------------------------------- | ---------------------------------------------- | ---------------------------------------------- |
|                    | BDL                                            | CDL                                            | LV SF                                          | Mtn LSS                                        | SPS                                            | SPS DM                                         | SPS Stlss                                      | Sendero SFII                                   | VLS                                            | VSF                                            | VS SFII                                        | XCR                                            |
| .17 Remington      |                                                |                                                | oui (56)                                       |                                                | oui (61)                                       |                                                |                                                |                                                |                                                |                                                |                                                |                                                |
| .17 Rem Fireball   |                                                |                                                |                                                |                                                |                                                |                                                |                                                |                                                |                                                | oui (66)                                       | oui (66)                                       |                                                |
| .204 Ruger         |                                                | oui (56)                                       |                                                |                                                |                                                | oui (61)                                       |                                                | oui (66)                                       |                                                | oui (66)                                       |                                                |                                                |
| .220 Swift         |                                                |                                                |                                                |                                                |                                                |                                                |                                                |                                                |                                                |                                                | oui (66)                                       |                                                |
| .221 Rem Fireball  |                                                |                                                | oui (56)                                       |                                                |                                                |                                                |                                                |                                                |                                                |                                                |                                                |                                                |
| .223 Remington     |                                                | oui (60)                                       | oui (56)                                       |                                                | oui (61)                                       |                                                | oui (61)                                       |                                                | oui (66)                                       | oui (66)                                       | oui (66)                                       |                                                |
| .22-250 Remington  |                                                |                                                | oui (56)                                       |                                                |                                                |                                                | oui (61)                                       |                                                | oui (66)                                       | oui (66)                                       | oui (66)                                       |                                                |
| .243 Winchester    | oui (56)                                       | oui (61)                                       |                                                |                                                | oui (61)                                       | oui (61)                                       | oui (61)                                       |                                                | oui (66)                                       |                                                |                                                |                                                |
| 6 mm Remington     |                                                |                                                |                                                |                                                |                                                |                                                |                                                |                                                |                                                |                                                |                                                |                                                |
| 6.8 mm Rem SPC     |                                                |                                                |                                                |                                                | oui (66)                                       |                                                |                                                |                                                |                                                |                                                |                                                |                                                |
| .25-06 Remington   |                                                | oui (61)                                       |                                                |                                                |                                                |                                                | oui (61)                                       |                                                |                                                |                                                |                                                | oui (61)                                       |
| .264 Win Mag       |                                                |                                                |                                                |                                                |                                                |                                                |                                                | oui (66)                                       |                                                |                                                |                                                |                                                |
| .270 Winchester    | oui (56)                                       | oui (61)                                       |                                                | oui (56)                                       | oui (61)                                       | oui (61)                                       | oui (61)                                       |                                                |                                                |                                                |                                                | oui (61)                                       |
| .270 WSM           |                                                |                                                |                                                |                                                | oui (61)                                       |                                                | oui (61)                                       |                                                |                                                |                                                |                                                | oui (61)                                       |
| .280 Remington     |                                                |                                                |                                                | oui (56)                                       |                                                |                                                |                                                |                                                |                                                |                                                |                                                |                                                |
| 7mm-08 Remington   |                                                | oui (61)                                       |                                                | oui (56)                                       | oui (61)                                       | oui (61)                                       | oui (61)                                       |                                                |                                                |                                                |                                                | oui (61)                                       |
| 7mm Rem Mag        | oui (61)                                       | oui (66)                                       |                                                |                                                | oui (66)                                       | oui (66)                                       | oui (66)                                       | oui (66)                                       |                                                |                                                |                                                | oui (66)                                       |
| 7mm RUM            |                                                |                                                |                                                |                                                | oui (66)                                       |                                                |                                                | oui (66)                                       |                                                |                                                |                                                | oui (66)                                       |
| .30-06 Springfield | oui (56)                                       | oui (61)                                       |                                                | oui (56)                                       | oui (61)                                       | oui (61)                                       | oui (61)                                       |                                                |                                                |                                                |                                                | oui (61)                                       |
| .308 Winchester    |                                                |                                                |                                                |                                                | oui (61)                                       |                                                | oui (61)                                       |                                                | oui (66)                                       | oui (66)                                       |                                                |                                                |
| .300 WSM           |                                                |                                                |                                                |                                                | oui (61)                                       |                                                | oui (61)                                       |                                                |                                                |                                                |                                                | oui (61)                                       |
| .300 Win Mag       | oui (61)                                       | oui (66)                                       |                                                |                                                | oui (66)                                       | oui (66)                                       | oui (66)                                       | oui (66)                                       |                                                |                                                |                                                | oui (66)                                       |
| .300 RUM           | oui (26)                                       | oui (26)                                       |                                                |                                                | oui (26)                                       |                                                | oui (26)                                       | oui (26)                                       |                                                |                                                |                                                | oui (26)                                       |
| .338 RUM           |                                                |                                                |                                                |                                                |                                                |                                                |                                                |                                                |                                                |                                                |                                                | oui (66)                                       |
| .338 Win Mag       |                                                |                                                |                                                |                                                |                                                |                                                |                                                |                                                |                                                |                                                |                                                | oui (66)                                       |
| .35 Whelen         |                                                | oui (61)                                       |                                                |                                                |                                                |                                                |                                                |                                                |                                                |                                                |                                                |                                                |
| .375 H&H Magnum    |                                                |                                                |                                                |                                                |                                                |                                                |                                                |                                                |                                                |                                                |                                                | oui (61)                                       |
| .375 RUM           |                                                |                                                |                                                |                                                |                                                |                                                |                                                |                                                |                                                |                                                |                                                | oui (61)                                       |

## Custom sur base de R700
La carabine à verrou Remington 700 est surtout reconnue pour sa facilité de personnalisation, on trouve en effet de nombreux accessoires et pièces venant remplacer les éléments d'origine. Il existe environ 200 modèles de crosse compatibles, de la crosse en lamellé collé typée chasse au châssis polymère orienté tactique chacun y trouvera son bonheur. Les plus avertis ont même la possibilité de monter entièrement une carabine à partir d'une action Remington 700, choisissant donc le canon, le pontet, la crosse, parmi les customs les plus connus figure la copie conforme du fusil de précision AI AE produit par la firme anglaise Accuracy International, la même firme proposant le kit châssis AICS se montant en lieu et place de la crosse d'origine sans aucune modification définitive à apporter au boitier de culasse.

## Remington 700 Police: arme tactique destinée aux forces armées
Remington Arms Company commercialise actuellement 4 versions tactiques destinées aux forces armées qui se distinguent par leur canon lourd flottant améliorant la précision et réduisant la chauffe du barreau ce qui a pour conséquence de limiter l'effet mirage obtenu lors de tirs intensifs venant pour la visée à l'aide de lunette. Les boitiers de culasse sont usinés dans un acier extrêmement résistant, percés et taraudés pour recevoir des embases de montage optique, le canon est aussi fileté à la bouche afin de permettre l'utilisation d'un frein de bouche ou d'un dispositif anti-signature.
| Calibre                        | Longueur canon | Pas de rayure | Capacité chargeur |
| ------------------------------ | -------------- | ------------- | ----------------- |
| R700 Police Standard           |                |               |                   |
| .223 Remington (5.56 OTAN)     | 26"            | 9"            | 4 + 1             |
| .308 Winchester (7.62x51 OTAN) | 26"            | 12"           | 4 + 1             |
| .300 Winchester Magnum         | 26"            | 10"           | 3 + 1             |
| R700 Police TWS                |                |               |                   |
| .308 Winchester (7.62x51 OTAN) | 26"            | 12"           | 4 + 1             |
| R700 Police LTR                |                |               |                   |
| .223 Remington (5.56 OTAN)     | 20"            | 9"            | 4 + 1             |
| .308 Winchester (7.62x51 OTAN) | 20"            | 12"           | 4 + 1             |
| .300 Remington Ultra Magnum    | 20"            | 10"           | 3 + 1             |
| R700 Police LTR TWS            |                |               |                   |
| .308 Winchester (7.62x51 OTAN) | 20"            | 12"           | 4 + 1             |

La technique
- - Munitions : .308 Winchester, .300 Winchester Magnum, .223 Remington, .300 Remington Ultra Magnum
  - Capacité : 3 à 4 coups + 1 dans la chambre avec possibilité d'extension à 10 + 1 avec pontet AI
  - Masse à vide : 3,4 à 4,76 kg (3,4 kg pour la R700P LTR, 4,08 kg pour la R700P Standard, 4,8 kg pour les R700P LTR et LTR TWS)
  - Boitier de culasse usiné, percé et taraudé

## Culture Populaire

### Télévision
Le Remington 700 fait des apparitions dans plusieurs séries :
- The Unit
- Mentalist Saison 4 Episode 4
- Les Experts : Miami où il est l'arme d'un marine tueur en série
- Archer saison 11 episode 5 : fusil d'Aleister
- The Walking Dead : offert à Morgan Jones par Rick Grimes

### Jeux Vidéo
- Le Remington 700 apparaît notamment dans un niveau de Call of Duty 4: Modern Warfare.
- Apparition sous le nom de Pelington 703 dans Call of Duty: Black Ops Cold War et Call of Duty: Warzone
- Un fusil similaire apparaît dans des jeux de la série Grand Theft Auto, Grand Theft Auto IV étant le dernier épisode ou l'arme apparaît .
- Le fusil Remington apparaît dans Far Cry 3 et Far Cry 4 sous le nom de  "M-700" et dans Far Cry 2 , l'arme est représentée  dans une version à fléchettes tranquillisantes.
- Le Remington 700 apparaît dans Battlefield Hardline
- Le Remington 700 apparaît dans le jeu Escape from Tarkov sous le nom de m700. L'arme serait chambrée en 7,62 × 51 mm OTAN et serait entièrement personnalisable.